# S/S Harge
S/S Harge är en svensk ångslup med hemmahamn i Karlstad. Hon byggdes 1907 av C J Wennbergs Mekaniska Verkstad.
S/S Harge byggdes ursprungligen för Harge bruk i Bastedalen vid Vättern och användes fram till 1938 för att bogsera pråmar med sand till Hammars glasbruk och från 1938 som paketbåt mellan Askersund och Motala under namnet Wulf. Hon har efter ombyggnad under kort period 1959 gått i passagerartrafik på Kinda kanal under namnet Kind. År 1960 såldes S/S Harge till Stockholm och fick namnet Blidö men sattes aldrig in i trafik utan lades senare upp med namnet Rannick.
Efter en restaurering av en grupp privatpersoner under 1980-talet återfick hon sitt ursprungliga utseende. Hon har en vedeldad panna och ursprunglig ångmaskin,
Harge är k-märkt och ligger sedan 2009  i Karlstad.